# 로드 넘버원
《로드 넘버원》(Road No. 1) 은 MBC에서 2010년 6월 23일부터 2010년 8월 26일까지 방영된 MBC 수목 드라마이다.
이 드라마는 갑작스럽게 전쟁에 참전하게 된 육군사관 생도와 그의 라이벌이 전쟁이란 극한 상황에서 생존해가는 과정을 담았으며 '로드 넘버원'은 1950년 한국 전쟁이 일어났을 때 남북을 연결하는 대표적인 통로인 1번 국도를 의미한다.

## 등장 인물

### 주요 인물
- 소지섭 : 이장우 역 - (아역 주한하, 노년 장민호(특별출연))

1대대 2중대 중대장. 실종 당시 계급은 대위. 장교 임관 전 계급은 중사(이등중사, 현재의 하사). 원래 하사관 출신으로 전쟁이 발발하기 전 지리산에서 빨치산 소탕작전을 지휘했던 부사관 출신이다. 수연의 학비를 벌기 위해 군대에 자원 입대했으며, 수연에 대한 변함 없는 사랑을 간직하고 있다. 잘못된 사망통지서로 인해 수연이 태호와 결혼을 약속한 것을 알고 분노하지만, 운명과 같이 6.25 전쟁이 터지면서 다시 군으로 복귀한다. 탱크전 등 수많은 전투에서 전공을 세우지만 대전에서 징집병을 모집하던 중 모집병이었던 박달문을 도주시키려 하다가 그 죄로 장교 교육대로 끌려가 훈련을 받고 소위로 임관 장교가 되어 돌아온다. 하지만 장교 부임 첫날 수연을 만나 탈영한 장우는 늦게서야 수연과 화목한 가정을 꾸리고 살려하지만 태호의 방해로 실패하게 되고 탈영죄로 체포된다. 그러나 국군의 패색이 짙어있던 다부동전투에서 장우는 특공대를 이끌고 북한군의 뒤를 기습공격해 북한군의 기관총을 저지하고 이어 평양 수복전에서도 그 전과를 인정받아 중위로 진급 이후 대위까지 치고 올라가면서 2중대의 실질적인 중대장으로 등극한다. 하지만, 평양 철수전 때 자신의 앞에서 총을 맞고 쓰러진 수연을 보고 정신착란증이 생기게되고 미쳐버리지만 군병원으로 이송된 후 수연의 도움으로 기적적으로 제정신으로 돌아온다. 장우는 수연을 위해 전역을 하고 가정에 충실하며 살아가려 하지만 자신이 이끌던 2중대가 한영민 (대위)의 무능한 지휘로 몰살 위기에 처하자 무전기를 등에 맨채 전쟁터로 달려가고 2중대원들을 전원 무사 복귀시키는데 성공한다 장우는 대대에 보고해 2중대를 원부대로 복귀시키는데 성공하고 영촌면으로 돌아오지만 중공군의 기습공격으로 영촌면이 위기에 처하게 되고 부상당한 중대원을 구하다가 영촌교 폭발사고 때 실종된다 그리고 그는 바닷가를 정처히 떠돌다 기적적으로 구조되어 60년 후 원부대에 복귀하게 된다
- 김하늘 : 김수연 역 (아역 김유정)

장우의 연인. 의사. 연인이면서 국군인 장우와 공산주의자인 오빠 사이에서 갈등한다. 죽음의 순간을 무수히 넘기면서도 장우만을 바라보고 견뎠고 오로지 사람을 살리는게 자신의 목적이라고 생각했다. 평양에서 재판을 통해 사형을 받을 뻔 하지만, 태호와 영민의 도움으로 석방될 뻔 한다. 하지만 종기의 계략으로 위기에 봉착하지만, 대대장의 도움으로 탈출한다. 그러나 그후에도 죽음의 고비를 무수히 넘기며 파란만장한 인생을 겪다. 미군의 도움을 받아 간호원으로 일하던 중 자신의 소식을 듣고 찾아온 신태호에 의해 장우가 정신착란증으로 미쳐버렸음을 알게되고 그의 기억을 되돌려놓는다. 그리고 수연은 장우와 같이 고향으로 돌아와 행복한 가정을 꾸리려고 하지만, 영촌교 폭파 후 장우가 실종되고 자신 홀로 아들을 키우며 살게된다.
- 윤계상 : 신태호 역 (노년 최불암(특별출연))

육군사관학교 출신 장교. 한국전쟁이 발발하면서 교과과정이 무시된 채 임관. 소대장으로서 전쟁에 투입되었다. 원리원칙에 충실한 사람이며 수연을 좋아하기 때문에 장우와는 연적이면서 라이벌이기도 하다. 소대장, 중대장까지 치고올라오는 장우를 처음에는 못마땅하게 여겼으나 전투에서 자신의 목숨을 아끼지 않고 싸우는 장우와 전임 중대장 윤삼수 대위를 동일시하게 되고 그때부터 장우를 중대장으로 인정하며 호의적으로 행동한다. 각종 전투를 장우와 함께 치러내며 피보다 진한 우정으로 발전한다. 후에 영촌교 폭파때 파편에 다리를 다치고 전역한다.
- 최민수 : 윤삼수 역

장우와 태호의 중대장이자 정신적 지주. 자상하며 냉철한 카리스마가 있다. 모두 후퇴하는 와중에도 자신의 중대만 남아서 인민군 전차를 방어해냈다. 항상 부하들을 위해 죽을 힘들 다한다. 광복군 출신으로 태호의 부친과는 상하 관계였다. 하지만 태호의 부친에게 진심으로 심복 충성을 다했고 그에게 배운걸 자신의 부하들에게 실천하며 항상 덕으로 부하들을 다스려왔다. 전쟁터에서는 자신의 목숨을 아끼지 않는 실력으로 부하들에게 모범이되는 모범 지휘관의 표상으로 낙동강을 도하하던 중 적의 총탄에 사망한다.
- 손창민 : 오종기 역

선임 하사. 이기적이며 성질이 잔악무도하여 폭력을 밥먹듯 휘두르며, 폭력 그 자체를 즐기는 악랄한 인물이다. 장우가 중대장이 된 이후에도 매번 하극상을 일삼으며 장우를 시기하고 중대장 자리에서 끌어내릴 생각만 가지고 있다. 하지만 다리를 절단하고 자신의 잘못을 뉘우치면서 장우에게 호의적으로 돌아선다.

### 그 외
- 김진우 : 김수혁 역

수연과 수희의 오빠. 남로당의 하급 당원으로, 공산주의자이다. 수연과 장우의 사이를 인정하지 않으며 후에 장교 클럽의 평양입성 승전 축하연에서 폭탄을 터트리려다 장우에 의해 실패한 후 수류탄으로 자폭한다.
- 남보라 : 김수희 역 (아역 김수정)

김수연의 동생. 자신에게 이성으로 관심을 가지지 않는 태호를 짝사랑하여 여러 모로 챙겨주고 수줍게 자신의 마음을 표현하며 마음만 타들어간다. 평양 입성 승전 축하연을 할 때 오빠 수혁의 계획을 저지하다가 수류탄 파편에 맞고 사망한다.
- 이두섭 : 이씨 역 - 김수연의 집 머슴. 이장우의 아버지

- 김정운 : 김병구 역 - 2중대 위생병
- 김동곤 : 김덕실 역 - 2중대 이등하사. 이등중사
- 이관훈 : 권진철 역 - 하사. 이등중사. 중대 저격수
- 한국진 : 김상국 역 - 중대 무전병
- 차현우 : 마창길 역 - 소위. 2중대 2소대장
- 오대환 : 박문호 역 - 1소대 일병
- 신담수 : 이근배 역 - 1소대 하사
- 김동현 : 장두식 역 - 1소대 이등하사 및 이등중사
- 송재희 : 양강태 역 - 1소대 일병
- 김건 : 이주환 역 - 1소대 이병
- 조완기 : 박홍기 역 - 1소대 이병
- 진선규 : 고만용 역 - 2소대 이병
- 박관식 : 김복수 역 - 2소대 일병
- 민복기 : 박달문 역 - 2소대 이병. 아내와 함께 약을 사러 왔다가 대전읍내에서 징집된다.
- 김수환 : 우범진 역 - 2소대 이등중사
- 유정호 : 변대영 역 - 2소대 일병
- 박병은 : 한영민 역 - 3소대장. 육사출신 장교지만 무능하고 비겁한 인물이다.
- 이진성 : 조인제 역 - 3소대 일병
- 노영학 : 허찬식 역 - 3소대 이병
- 줄리엔 강 : 베이커 역 - 미군 소위

미군부대 소속의 소위. 전쟁터에서 본대와 떨어져 고립된 후 장우의 부대를 만나 구원된다. 장우의 지략에 탄복하고 그를 존경하게 된다.
- 한예리 : 조인숙 역 - 평양 인민군 병원 간호원. 조인제의 동생
- 염동헌 : 대대장 역 - 후에 연대장으로 진급
- 김강민 : 명호 역 - 전쟁 고아
- 정민아 : 여고생 역
- 정승원 : 중공군 소년병 나팔수 역
- 주성환 : 북한군 장교 역
- 김수환 : 우범진 역
- 김환영 : 달호 역

### 특별출연
- 김상순 : 마을 주민 역 (1, 2회)
- 서범식 : 빨치산 역 (1회)
- 김여진 : 봉순 역 - 박달문의 아내 (3, 8, 17회)
- 최병서 : 약장수 역 (4회)
- 정경호 : 고물상 청년 역 (5회)
- 황보라 : 종기의 고향 소녀 역 (9회)
- 서동원 : 최용배 역 (9회)
- 오만석 : 북한군 장교 역 (16, 17회)
- 정소영 : 윤명주 역 - 대위. 대전병원 군의관 (18 ~ 20회)
- 이천희 : 공병대 중위 역 (19, 20회)
- 문채원 : 민영진 역 - 노년의 이장우를 돌봐주는 정훈[1]장교 (20회)

## 제작진
| - 각본 : 한지훈 - 연출 : 이장수, 김진민 - 조연출 : 김희원, 최선경, 박민수 - 제작 : 로고스필름 - 프로듀서 : 유홍구, 박민엽 - 라인프로듀서 : 오경민 - 마케팅 : 신인수, 손자영 | - 비쥬얼슈퍼바이져 : 고경민 - 촬영감독 : 이영관, 이진석 - 조명감독 : 최성문 - 동시녹음 : 김진영 - 편집 : 이현미 - 미술감독 : 진병식 - 미술프로듀서 : 이준 |

## 시청률
최저 시청률과 최고 시청률은 시청률 조사회사와 지역별로 시청률에 차이가 있을 수 있습니다.
| 2010년      | 2010년      | 2010년         | 2010년       | 2010년         | 2010년       |
| 회차        | 방송일      | TNmS 시청률    | TNmS 시청률  | AGB 시청률     | AGB 시청률   |
| 회차        | 방송일      | 대한민국(전국) | 서울(수도권) | 대한민국(전국) | 서울(수도권) |
| ----------- | ----------- | -------------- | ------------ | -------------- | ------------ |
| 제1회       | 6월 23일    | 11.2%          | 12.2%        | 9.1%           | 10.1%        |
| 제2회       | 6월 24일    | 10.1%          | 10.8%        | 9.2%           | 10.2%        |
| 제3회       | 6월 30일    | 7.3%           | 8.6%         | 7.2%           | 8.5%         |
| 제4회       | 7월 1일     | 7.7%           | 8.0%         | 7.4%           | 7.2%         |
| 제5회       | 7월 7일     | 6.9%           | 8.8%         | 6.3%           | 8.2%         |
| 제6회       | 7월 8일     | 7.7%           | 8.0%         | 6.4%           | 8.5%         |
| 제7회       | 7월 14일    | 7.1%           | 7.5%         | 6.5%           | 7.6%         |
| 제8회       | 7월 15일    | 7.5%           | 7.6%         | 6.9%           | 7.4%         |
| 제9회       | 7월 21일    | 7.7%           | 8.5%         | 6.5%           | 8.1%         |
| 제10회      | 7월 22일    | 7.5%           | 8.6%         | 5.9%           | 7.5%         |
| 제11회      | 7월 28일    | 6.9%           | 8.2%         | 6.8%           | 8.1%         |
| 제12회      | 7월 29일    | 5.0%           | 6.8%         | 5.1%           | 6.9%         |
| 제13회      | 8월 4일     | 5.4%           | 7.1%         | 5.2%           | 6.9%         |
| 제14회      | 8월 5일     | 5.3%           | 7.3%         | 5.3%           | 7.3%         |
| 제15회      | 8월 11일    | 4.4%           | 6.3%         | 4.9%           | 6.8%         |
| 제16회      | 8월 12일    | 4.8%           | 5.8%         | 5.2%           | 6.2%         |
| 제17회      | 8월 18일    | 5.5%           | 6.1%         | 4.6%           | 5.2%         |
| 제18회      | 8월 19일    | 4.8%           | 5.8%         | 4.8%           | 5.8%         |
| 제19회      | 8월 25일    | 4.7%           | 5.4%         | 5.2%           | 5.9%         |
| 제20회      | 8월 26일    | 5.0%           | 5.8%         | 5.3%           | 6.1%         |
| 평균 시청률 | 평균 시청률 | 6.6%           | 7.7%         | 6.2%           | 7.4%         |

## 같이 보기
- 전우 (2010년)